# Мейса Куроки
Сацуки Шимабукуро (на японски: 島袋 さつき; на английски: Satsuki Shimabukuro) по-известена като Мейса Куроки е японски певица, актриса и модел.

## Биография
Мейса е родена в Окинава, Япония. По време на втората си година в гимназията в Окинава, Куроки е открит от модната скаут и впоследствие започва моделиране, първоначално моделирайки изключително за популярната мода списание „JJ“. По време на обучението си в Окинава училище за актьори, от което завършва през 2007 г., е член на групата на „B.B. Waves“
През 2012 г. Мейса омъжва за певецата Джин Аканиши. През 2012 г. се ражда дъщеря Тея, през 2017 г. се раджа син

## Филмография
- Vexille: 2077 Nihon Sakoku (2007) – Вексил (глас)
- Assault Girls (2009) – Грей
- Yazima Beauty Salon (2010) – Расбери
- Космически Броненосецът Ямато“ (2010) – Юки Мори
- Kirin no Tsubasa – Ами Аояма
- Lupin III (2014) – Фуджико Мине

## Дискография
- Magazine (2011)
- Unlocked (2012)